# Districtul Wang Wiset
Wang Wiset (în thailandeză วังวิเศษ) este un district (Amphoe) din provincia Trang, Thailanda, cu o populație de 38.696 de locuitori și o suprafață de 477,125 km².

## Componență
Districtul este subdivizat în 5 subdistricte (tambon), care sunt subdivizate în 70 de sate (muban).
| Nr. | Nume              | În thailandeză | Sate | Locuitori |  |
| --- | ----------------- | -------------- | ---- | --------- |  |
| 1.  | Khao Wiset        | เขาวิเศษ        | 21   | 11,832    |  |
| 2.  | Wang Maprang      | วังมะปราง       | 11   | 5,124     |  |
| 3.  | Ao Tong           | อ่าวตง          | 15   | 9,016     |  |
| 4.  | Tha Saba          | ท่าสะบ้า         | 11   | 5,113     |  |
| 5.  | Wang Maprang Nuea | วังมะปรางเหนือ   | 12   | 7,611     |  |

|| 
|}